# Saint Thomas à la pique
Saint Thomas à la pique est une peinture à l'huile sur toile réalisée par Georges de La Tour et datée aux alentours des années 1620-1635. Représentant  saint Thomas, cette peinture entend proposer une vision synthétique de la vie de l'apôtre à travers ses attributs et un traitement réaliste des traits. Sa palette réduite  et le traitement de la lumière permettent à la fois au spectateur une identification et la possibilité d'un recueillement.

## Historique
L'œuvre est datée des années 1620-1635, elle est acquise par le musée du Louvre en 1988 par souscription publique,.

## Description
Ce tableau est de format presque carré et présente l'apôtre saint Thomas à mi-corps et dans des dimensions semblables aux apôtres d'Albi,. L'éclairage est stylisé, presque irréel et sculpte l'espace géométriquement, cela se manifeste par des passages tranchés de l'ombre à la lumière. L'apôtre est présenté vêtu d’un pourpoint dans le style du XVIIe siècle d'un ton jaune et d’un manteau bleu, il tient un livre dans sa main gauche et une lance dans sa main droite,. Cela donne à l'ensemble une subtilité de la gamme colorée avec le ton froid de la lance et les tons jaunes et bleus des vêtements. Le personnage est traité de manière très réaliste avec ses veines apparentes et ses rides détaillées, ses yeux enfoncés dans leurs orbites, les mains calleuses et déformées. La Tour a également eu le souci de représenter l'usure des vêtements, du livre écorné donnant à saint Thomas un air fruste qu'il partage avec les apôtres d'Albi,. L'œuvre est signée en haut à droite Georgius de la Tour fecit, ce qui signifie « Georges de La Tour l’a fait », une formulation en usage depuis l'Antiquité,.

## Interprétation
Dans l’art chrétien, les personnages sont souvent identifiables grâce aux objets ou aux attributs qui les accompagnent et se rapportent à un épisode marquant de leur histoire. Pour Thomas, cet accessoire est la lance. Cette lance, bien mise en évidence par une composition oblique fendant le vide, rappelle deux épisodes importants de son histoire ; elle rappelle l'épisode connu sous le nom d'incrédulité de Thomas, c'est-à-dire le moment où l'apôtre a douté de la résurrection du Christ et où celui-ci l'a invité à passer son doigt dans sa plaie qui lui avait été faite au moyen d'une lance afin qu'il n'ait plus à douter de sa résurrection mais il rappelle également un épisode plus tardif de sa vie où il est tué d'un coup de lance en Inde alors qu'il était parti évangéliser l'Asie,. Le livre quant à lui fait référence aux Évangiles et rappelle donc son rôle important en tant qu'apôtre dans la diffusion du christianisme. Il porte ainsi dans une main l'instrument de son doute et celui de sa mort tandis qu'il tient dans l'autre celui de sa foi, un livre tant de fois ouvert et médité.
Sans la lance qui est l'attribut de saint Thomas, on pourrait croire qu'il s'agit d'un portrait tant le personnage est dépourvu d'idéalisation du corps. Il est même tout à fait possible que La Tour ait fait poser un homme de la rue pour représenter saint Thomas. La Tour s'inscrit en cela dans la veine réaliste de certains peintres français de l'époque comme les frères Le Nain pour lesquels les sujets religieux comme les sujets profanes inspirés de la vie quotidienne sont traités sur le même plan, il est en cela considéré comme un des grands peintres de la réalité. Ce réalisme a pour fonction d'abolir la distance avec le spectateur pour mieux le toucher, car saint Thomas est ici présenté comme un homme du peuple et d'extraction modeste. Car cette peinture, par sa fonction religieuse invite au recueillement et celui-ci est d'autant plus accessible que tout le décor vient accompagner l'idée de sobriété et de dépouillement qui caractérise le personnage. Ainsi, les couleurs sont appliquées dans une gamme restreinte, le décor est pauvre et le contraste entre ombre et lumière est extrêmement simplifié.